# Джозеф Остін Голмс
Джозеф Остін Голмс (23 січня 1859 — 13 липня 1915) був геологом і піонером безпеки та гігієни праці, найбільш відомий як перший директор Гірничого бюро США. Він є тезкою Асоціації безпеки Джозефа А. Голмса, створеної в 1916 році.

## Молодість і освіта
Джозеф Остін Голмс народився 23 січня 1859 року в Лоренсі, Південна Кароліна. He was one of 12 children, and attended Laurens Academy. Він був одним із 12 дітей і відвідував Академію Лоренса. У 1881 році він закінчив Корнельський університет зі ступенем бакалавра наук у галузі сільського господарства.
Голмс також отримав ступінь доктора права. з Університету Північної Кароліни та докторську ступінь з Університету Пітсбурга.

## Кар'єра
У 1881 році Холмс був призначений професором геології та природної історії в Університеті Північної Кароліни, Чапел-Гілл. Він працював завідувачем кафедри з 1881 по 1891 рік і покинув університет у 1903 році.  Він був призначений першим державним геологом Північної Кароліни в 1891 році і працював на цій посаді до 1905 року. Він очолював Геологічну службу Північної Кароліни. Холмс організував Асоціацію хороших доріг Північної Кароліни та був її президентом. Він організував і керував Департаментом гірничої промисловості та металургії на Всесвітній виставці в Сент-Луїсі в 1903 і 1904 роках. Він також був призначений до комітету Конгресу, який брав участь у розслідуванні кращих способів використання вітчизняного палива та матеріалів.
Вражений його роботою на Всесвітній виставці, президент Теодор Рузвельт призначив Голмса керівником лабораторій Геологічної служби США в 1904 році. У 1907 році він був призначений керівником нового технологічного відділення Геологічної служби США, відділу, відповідального за дослідження. аварії на шахтах.
У 1910 році Голмс був призначений президентом Тафтом директором щойно створеного Гірничого бюро США. Це призначення стало несподіванкою для багатьох через напруженість, яка існувала між Холмсом і міністром внутрішніх справ Річардом А. Баллінгером. Під керівництвом Холмса в експериментальній шахті в Піттсбурзі, штат Пенсільванія, відбулася перша національна демонстрація безпеки шахт. Він також допоміг розробити закон Вікса 1911 року, який сприяв створенню національних лісів.
Голмс виявив, що пил від кам'яного вугілля для шахтарів небезпечніший, ніж газ метан. Він виявив, що вугільний пил також може викликати вибухи в шахтах. Це поклало край небезпечній практиці упаковки вибухових речовин у свердловини за допомогою вугільного пилу. Він організував секції вибухових речовин і електротехніки Бюро для підвищення безпеки в шахтах і обладнав залізничні вагони як пересувні станції, які використовуються для навчання шахтарів наданню першої допомоги та рятувальним операціям.
Він був членом Геологічного товариства Америки.

## Інтернет-ресурси
- Вікісховище має мультимедійні дані за темою: Joseph Austin Holmes